# Исаков, Александр Николаевич (футболист)
Алекса́ндр Никола́евич Иса́ков (латыш. Aleksandrs Isakovs; 16 сентября 1973, Выборг Ленинградская область, СССР) — латвийский футболист, защитник. Участник чемпионата Европы 2004 года.

## Биография
Воспитанник спортивной школы Даугавпилса. Первый тренер — Александр Ращенков, затем — Геннадий Пашин. В 1990, после выпуска, приглашён в команду «Строитель». Первые два года практически не играл.
С 1992 по 1999 играл в чемпионате Латвии за разные клубы из Даугавпилса.
В 1999 перешёл в российский клуб «Локомотив» (Нижний Новгород), где за сезон провёл 10 игр. В 2000 году был заявлен за «Аланию». Однако, проведя только 2 игры, покинул команду. Некоторое время играл за «Волгарь-Газпром», после чего вернулся в Латвию, в «Динабург».
В 2002—2006 годах играл за ведущий клуб страны «Сконто». В 2007 году провёл 23 игры за «Даугаву» (Даугавпилс), после чего завершил игровую карьеру. 19 июля 2008 года на стадионе «Даугава» сыграл свой прощальный матч. В товарищеской встрече принимали участие команды «Легенд» и «Звёзд». Исаков играл за «Легенд». Матч завершился вничью — 4:4. ЛФФ отметила вклад Исакова в латвийский футбол, наградив его золотым перстнем.
За сборную Латвии с 1997 по 2005 годы провёл 58 матчей.
Сразу по окончании сезона 2007 года был назначен директором ФК «Даугава» (Даугавпилс).
22 октября 2009 года решением Даугавпилсской Городской Думы назначен на пост руководителя Управления спорта Даугавпилса. Поставлена задача провести реформирование городского спорта в условиях экономического кризиса в стране и городе.
14 сентября 2021 года отстранен от должности методиста даугавпилсской футбольной школы на два месяца.

## Достижения
Трёхкратный чемпион Латвии (2002—2004).

## Семья
Женат, воспитывает двоих сыновей.